# 在欧アメリカ空軍・アメリカ空軍アフリカ
在欧アメリカ空軍・アメリカ空軍アフリカ（ざいおうアメリカくうぐん・アメリカくうぐんアフリカ、英語: United States Air Forces in Europe– Air Forces Africa, 略称：USAFE-AFAFRICA）は、アメリカ空軍における主要軍団（Major Command, 略称：MAJCOM）の1つ。2012年4月20日の組織改編によって、在欧アメリカ空軍から名称変更されており、活動範囲もアフリカまで拡大した。
部隊管理上は空軍参謀本部に直属し、作戦指揮上はアメリカ欧州軍およびアメリカアフリカ軍の指示を受ける。ドイツのラムシュタイン空軍基地に司令部を置き、現在は大将（4つ星）が司令官を務めている。2022年6月27日からの現任司令官はジェームズ・ヘッカー空軍大将である。

## 目的
在欧アメリカ空軍・アメリカ空軍アフリカの目的は、ヨーロッパおよびアフリカ地域でのアメリカ空軍による航空宇宙任務の執行である。管轄地域は、3つの大陸と91か国を含む2,000万 km2の面積で、世界の4分の1の人口を守る事になる。具体的な管轄地域は、イギリスからトルコまでのヨーロッパ、アフリカ大陸全域のほか、アジア地域の一部にまで及んでいる。
在欧アメリカ空軍・アメリカ空軍アフリカは、NATOとも共同訓練を行うなど、有事に備えている。

## 主要基地
イギリス
- レイクンヒース空軍基地 - サフォーク
  - 第48戦闘航空団（英語版）
    - 第492戦闘飛行隊（英語版） - F-15E
    - 第493戦闘飛行隊（英語版） - F-35A
    - 第494戦闘飛行隊（英語版） - F-15E
    - 第495戦闘飛行隊（英語版） - F-35A
- ミルデンホール空軍基地（英語版） - サフォーク
  - 第100空中給油航空団（英語版）
    - 第351空中給油飛行隊（英語版） - KC-135 
R/T

  - 第352特殊作戦航空団（英語版）
    - 第7特殊作戦飛行隊（英語版） - CV-22B
    - 第67特殊作戦飛行隊（英語版） - MC-130J

 イタリア
- アヴィアーノ空軍基地 - フリウリ＝ヴェネツィア・ジュリア州
  - 第31戦闘航空団（英語版）
    - 第56救難飛行隊（英語版） - HH-60G
    - 第510戦闘飛行隊（英語版） - F-16CG/DG
    - 第555戦闘飛行隊（英語版） - F-16CG/DG

 ドイツ
- シュパングダーレム空軍基地 - ラインラント＝プファルツ州
  - 第52戦闘航空団（英語版）
    - 第480戦闘飛行隊（英語版） - F-16CM/DM
- ラムシュタイン空軍基地 - ラインラント＝プファルツ州
  - 第86空輸航空団（英語版）
    - 第37空輸飛行隊（英語版） - C-130J
    - 第76空輸飛行隊（英語版） - C-21A、C-37A

### 第2次的な基地および支援施設
| ベルギー - シエーヴル空軍基地 - エノー州 アクロティリおよびデケリア - アクロティリ空軍基地 - 第9偵察航空団分遣隊 - U-2S ノルウェー - ソラ空軍基地 - ローガラン県 - 第426基地中隊 - スタヴァンゲル空港 - ローガラン県 - 第426基地中隊分遣隊 | ポルトガル - ラジェス航空基地 - アゾレス諸島 - 第65基地群 スペイン - モロン空軍基地 - アンダルシア州 - 第496基地中隊 トルコ - イズミル空軍基地 - イズミル県 - インジルリク空軍基地 - アダナ県 - 第39基地航空団 イギリス - アルコンベリー空軍基地 - ケンブリッジシャー - 第423基地群 - クロートン空軍基地 - ノーサンプトンシャー - 第422基地群 - モールスワース空軍基地 - ケンブリッジシャー - アップウッド空軍基地 - ケンブリッジシャー - ウェルフォード空軍基地 - バークシャー - メンウィズヒル空軍基地 - ノース・ヨークシャー - フェアフォード空軍基地 - グロスタシャー - 有事にはB-52爆撃機とB-1B爆撃機も展開可能。 |

## 歴史

### 第二次世界大戦期
在欧アメリカ空軍・アメリカ空軍アフリカの前身は、アメリカ陸軍航空軍の航空軍の1つである第8空軍であり、これは第二次世界大戦中にヨーロッパ地域への戦略爆撃を行っていた。
ヨーロッパにおける第二次世界大戦の終結後、在イギリスのアメリカ陸軍航空軍部隊は大部分が廃止され、1945年8月にはヨーロッパ地域で活動するアメリカ陸軍航空軍部隊は、在欧アメリカ空軍に再編された。当初はパリ郊外に司令部が所在していたが、1945年9月にドイツのウィースバーデン空軍基地に本部を移転している。

### 戦後ドイツでの活動

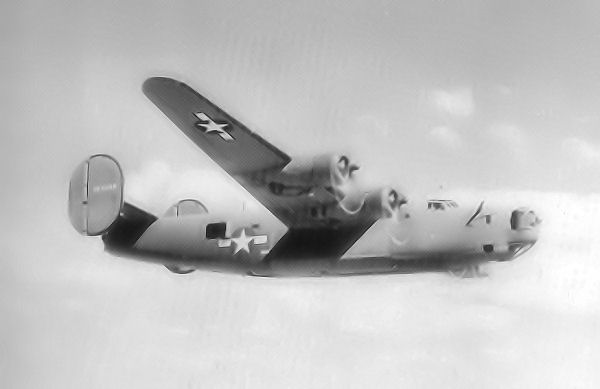
ドイツ上空を飛行するRB-24 (1945年)

第二次世界大戦後、アメリカとソビエト連邦は相互不信の状態が続き、次第に両国間で対立構造が生じた。ソ連は共産圏となったドイツ（後の東ドイツ）などから、西ヨーロッパに圧力をかけ始める（ベルリン封鎖）。事態を重く見たアメリカ側は、東ヨーロッパに向けて偵察飛行を展開した。
この偵察飛行では主に、写真撮影や地図作製などが行われた。1945年秋から1949年まで、中央ヨーロッパ、北アフリカ、大西洋諸国などに向けての偵察飛行は、在欧アメリカ空軍が行った。偵察飛行は、RB-17やRB-24などによって行われた。しかし、偵察飛行はソ連周辺部のほか、ソ連本土にも侵入していた。
1946年には、数度に渡ってソ連側がアメリカ機に射撃するという事件が起こり、アメリカとソ連の間では緊張が高まった。同年に当時のハリー・S・トルーマン大統領は、在欧アメリカ空軍に対して警戒態勢を高めるよう指示し、同年後半から1947年にかけて相次いで、B-29を西ドイツなどに配備している。
またこの間、在欧アメリカ空軍はドイツに対し物資の空輸などの支援を行った。この空輸作戦はベルリン空輸と呼ばれる。1949年3月に、雪が積もるヴィースバーデン空軍基地（西ドイツ）に、C-54がベルリン空輸に参加するため駐機し、作戦が開始している。アメリカ海軍とイギリス空軍の協力もあり、在欧アメリカ空軍は230万トン以上の食料や燃料、医療品を空輸している。
1948年3月17日には、アメリカなどの西ヨーロッパ諸国とソ連との間で高まる緊張状態に対応するため、NATOが設立される。それによって在欧アメリカ空軍も、NATO戦略防衛に基づいて兵力が強化されている。
1960年代にはフランスのNATO軍事機構からの離脱に伴い、フランス国内の基地から撤退した。冷戦終結後は兵力の削減が行われているが、湾岸戦争に際しては兵力を派遣しており、ユーゴ紛争にも参戦している。

### 近年の再編
近年では、冷戦終結後の対露脅威の減少に伴い、陸軍における在欧陸軍と同様に、在欧空軍も基地の整理・閉鎖や兵員の削減、作戦航空機数の削減などを実施している。
また、オバマ政権では世界金融危機に端を発したアメリカの不況と財政赤字・債務残高の増大に伴って、歳出の大幅な削減を進めており、国防分野についても削減が進められている。在欧空軍についても例外ではなく、2011年1月には合理化策の一環として、司令官ポストを将来的にこれまでの大将級（4つ星）から中将級（3つ星）に改めることで部隊の事実上の規模縮小・格下げを実施する予定であることがロバート・ゲーツ国防長官（当時）より発表されたがこれは実施されなかった。
2012年4月20日、在欧アメリカ空軍・アメリカ空軍アフリカへと改編され、コスト削減の一環としてラムシュタイン空軍基地の第17空軍が解隊された。
2015年1月にはイギリスのミルデンホール基地の移転閉鎖など、アメリカの国防予算の大幅削減に伴う大規模な再編、統合計画が発表されたが、アメリカでの政権交代などの理由により2020年2月に基地閉鎖が2027年まで延長されることが発表された。